# François-Paul de Neufville de Villeroy
François Paul de Neufville de Villeroy (Versailles, 15 settembre 1677 – Lione, 6 febbraio 1731) è stato un arcivescovo cattolico francese.

## Biografia
Nato nel 1677, era terzo figlio del duca François de Neufville de Villeroy, maresciallo di Francia e governatore militare di Lione e sua moglie Marguerite-Marie de Cossé-Brissac. Era anche il pronipote dell'arcivescovo Camille de Neufville de Villeroy. Inizia la sua carriera ecclesiastica come commendatario dell'abbazia di Fecamp (1698), e diventa arcivescovo di Lione (15 agosto 1714), confermato il 1 ottobre è consacrato a novembre nella chiesa professa dei gesuiti della Rue Saint-Antoine a Parigi dal cardinale Armand-Gaston-Maximilian Rohan de Soubise, vescovo di Strasburgo. Diventa commendatore dell'Ordine dello Spirito Santo (7 giugno 1724). È membro e mecenate dell'accademia di Lione e, aderendo a una richiesta del gesuita Joseph Gallifet, istituì nel 1718 la festa del Sacro Cuore. Morì a Lione il 6 febbraio 1731, all'età di 53 anni.

## Genealogia episcopale
La genealogia episcopale è:
- Cardinale Guillaume d'Estouteville, O.S.B.Clun.
- Papa Sisto IV
- Papa Giulio II
- Cardinale Raffaele Sansone Riario
- Papa Leone X
- Papa Paolo III
- Cardinale Francesco Pisani
- Cardinale Alfonso Gesualdo di Conza
- Papa Clemente VIII
- Cardinale Pietro Aldobrandini
- Cardinale Laudivio Zacchia
- Cardinale Antonio Barberini, O.F.M.Cap.
- Cardinale Marcantonio Franciotti
- Cardinale Giambattista Spada
- Cardinale Carlo Pio di Savoia
- Arcivescovo Ercole Visconti
- Cardinale Wilhelm Egon von Fürstenberg
- Cardinale Armand-Gaston-Maximilien de Rohan de Soubise
- Arcivescovo François-Paul de Neufville de Villeroy

## Ascendenza
|                                          |                                    |                                             | Genitori                                           |  |  | Nonni |  |  | Bisnonni                                   |  |  | Trisnonni                                     |  |
|                                          |                                    |                                             |                                                    |  |  |       |  |  | Charles de Neufville, marchese di Villeroy |  |  | Nicolas IV de Neufville, marchese di Villeroy |  |
|                                          |                                    |                                             |                                                    |  |  |       |  |  | Charles de Neufville, marchese di Villeroy |  |  | Nicolas IV de Neufville, marchese di Villeroy |  |
|                                          |                                    | Madeleine de L'Aubépine                     |                                                    |  |  |       |  |  | Charles de Neufville, marchese di Villeroy |  |  |                                               |  |
| Nicolas V de Neufville, duca di Villeroy |                                    |                                             |                                                    |  |  |       |  |  | Charles de Neufville, marchese di Villeroy |  |  |                                               |  |
|                                          |                                    | Jacqueline de Harlay de Sancy               | Nicolas de Harlay, signore di Sancy                |  |  |       |  |  |                                            |  |  |                                               |  |
|                                          |                                    | Jacqueline de Harlay de Sancy               | Nicolas de Harlay, signore di Sancy                |  |  |       |  |  |                                            |  |  |                                               |  |
|                                          |                                    | Jacqueline de Harlay de Sancy               | Marie Moreau                                       |  |  |       |  |  |                                            |  |  |                                               |  |
| François de Neufville, duca di Villeroy  |                                    | Jacqueline de Harlay de Sancy               |                                                    |  |  |       |  |  |                                            |  |  |                                               |  |
|                                          |                                    | Charles I de Blanchefort, signore di Créquy | Antoine de Blanchefort, signore di Saint-Janvrin   |  |  |       |  |  |                                            |  |  |                                               |  |
|                                          |                                    | Charles I de Blanchefort, signore di Créquy | Antoine de Blanchefort, signore di Saint-Janvrin   |  |  |       |  |  |                                            |  |  |                                               |  |
|                                          |                                    | Charles I de Blanchefort, signore di Créquy | Chrétienne d'Aguerre, signora di Vienne-le-Château |  |  |       |  |  |                                            |  |  |                                               |  |
| Madeleine de Blanchefort de Créquy       |                                    | Charles I de Blanchefort, signore di Créquy |                                                    |  |  |       |  |  |                                            |  |  |                                               |  |
|                                          |                                    | Madeleine de Bonne                          | François de Bonne, duca di Lesdiguières            |  |  |       |  |  |                                            |  |  |                                               |  |
|                                          |                                    | Madeleine de Bonne                          | François de Bonne, duca di Lesdiguières            |  |  |       |  |  |                                            |  |  |                                               |  |
|                                          |                                    | Madeleine de Bonne                          | Claudine de Bérenger du Gua                        |  |  |       |  |  |                                            |  |  |                                               |  |
| François-Paul de Neufville de Villeroy   |                                    | Madeleine de Bonne                          |                                                    |  |  |       |  |  |                                            |  |  |                                               |  |
|                                          | François de Cossé, duca di Brissac | Charles II de Cossé, duca di Brissac        |                                                    |  |  |       |  |  |                                            |  |  |                                               |  |
|                                          | François de Cossé, duca di Brissac | Charles II de Cossé, duca di Brissac        |                                                    |  |  |       |  |  |                                            |  |  |                                               |  |
|                                          | François de Cossé, duca di Brissac | Judith d'Acigné                             |                                                    |  |  |       |  |  |                                            |  |  |                                               |  |
| Louis de Cossé, duca di Brissac          | François de Cossé, duca di Brissac |                                             |                                                    |  |  |       |  |  |                                            |  |  |                                               |  |
|                                          |                                    | Guyonne de Ruellan                          | Gilles de Ruellan, marchese della Ballue           |  |  |       |  |  |                                            |  |  |                                               |  |
|                                          |                                    | Guyonne de Ruellan                          | Gilles de Ruellan, marchese della Ballue           |  |  |       |  |  |                                            |  |  |                                               |  |
|                                          |                                    | Guyonne de Ruellan                          | Françoise Miolais                                  |  |  |       |  |  |                                            |  |  |                                               |  |
| Marguerite-Marie de Cossé-Brissac        |                                    | Guyonne de Ruellan                          |                                                    |  |  |       |  |  |                                            |  |  |                                               |  |
|                                          |                                    | Henri de Gondi, duca di Retz                | Charles de Gondi, marchese di Belle-Île            |  |  |       |  |  |                                            |  |  |                                               |  |
|                                          |                                    | Henri de Gondi, duca di Retz                | Charles de Gondi, marchese di Belle-Île            |  |  |       |  |  |                                            |  |  |                                               |  |
|                                          |                                    | Henri de Gondi, duca di Retz                | Antoinette d'Orléans-Longueville                   |  |  |       |  |  |                                            |  |  |                                               |  |
| Marguerite-Françoise de Gondi            |                                    | Henri de Gondi, duca di Retz                |                                                    |  |  |       |  |  |                                            |  |  |                                               |  |
|                                          |                                    | Jeanne de Scépeaux, duchessa di Beaupréau   | Guy de Scépeaux, duca di Beaupréau                 |  |  |       |  |  |                                            |  |  |                                               |  |
|                                          |                                    | Jeanne de Scépeaux, duchessa di Beaupréau   | Guy de Scépeaux, duca di Beaupréau                 |  |  |       |  |  |                                            |  |  |                                               |  |
|                                          |                                    | Jeanne de Scépeaux, duchessa di Beaupréau   | Marie de Rieux, signora di Chastel e Marcé         |  |  |       |  |  |                                            |  |  |                                               |  |
|                                          |                                    | Jeanne de Scépeaux, duchessa di Beaupréau   |                                                    |  |  |       |  |  |                                            |  |  |                                               |  |